# Sorpresa di Meaux

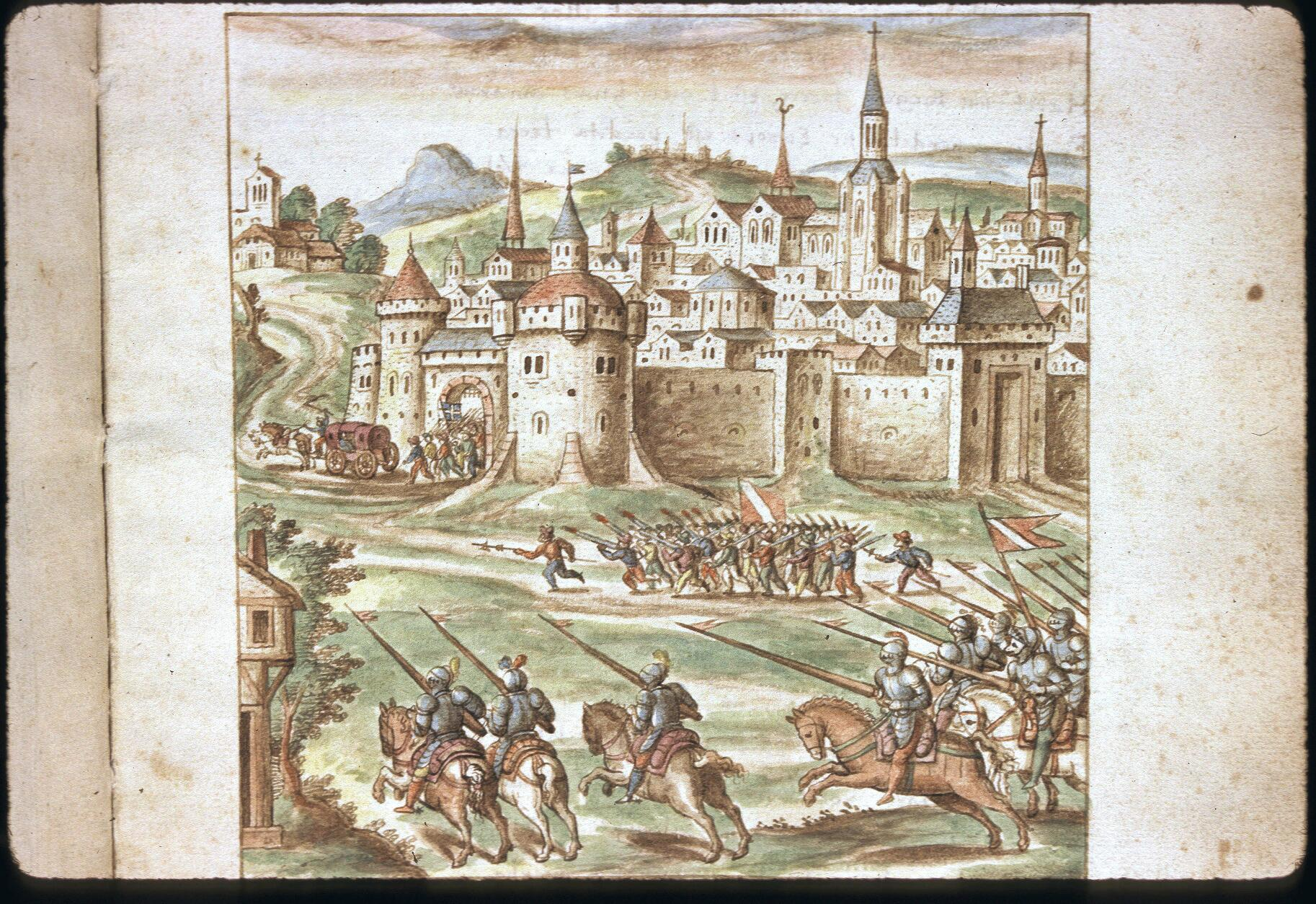
L'attacco di Carlo IX a Meaux in un disegno del 1577

La sorpresa di Meaux (chiamata anche battaglia di Meaux) fu una cospirazione organizzata nel  1567  da Luigi I di Borbone-Condé ed avente lo scopo di rapire il re di Francia Carlo IX, insieme alla famiglia reale. Il complotto fallì e fu l'evento scatenante della seconda guerra di religione francese (1567-1568).

## Storia
Sentendo il crescere del pericolo, il Condé, capo di una delle fazioni protestanti francesi, decise d'intraprendere un'azione preventiva, nonostante le perplessità del Coligny. Prendendo come pretesto una supposta minaccia di cattura del re di Francia da parte degli italiani, il 28 settembre 1567 fece attaccare il castello di Montceaux-lès-Meaux, vicino a Meaux, per impadronirsi della persona del re stesso e della madre Caterina de' Medici. Re e regina madre riuscirono a fuggire in tempo a mala pena, trasferendosi prima a Meaux e poi a Parigi.
L'episodio, che è passato alla storia con il nome di «sorpresa di Meaux», fu il pretesto per lo scatenarsi di altre violenze. Il giorno successivo, dedicato a San Michele, circa 80 preti cattolici furono massacrati e numerose atrocità vennero commesse durante la cosiddetta Michelade di Nîmes.
La seconda guerra civile che seguì questi avvenimenti iniziando con la battaglia di Saint-Denis, fu di breve durata: gli antagonisti mancavano di mezzi finanziari, e forse anche di determinazione, per ingaggiare battaglie, che si limitarono ad alcune operazioni prive di importanza.
La pace di Longjumeau vi mise fine, riportando la situazione allo statu quo ante.